# Сергеенкова, Ева Евгеньевна
Ева Евгеньевна Сергеенкова (род. 1 августа 2003, Москва, Российская Федерация) — российская артистка балета. Ведущая солистка Большого театра, работает с педагогом Надеждой Грачёвой.

## Биография
Родилась в Москве в семье врача и экономиста. Творческий потенциал при поступлении в академию хореографии в девочке разглядела Валентина Морозова.
В 2021 окончила с отличием Московскую государственную академию хореографии (класс Марины Леоновой). Известно, что педагог посещает все премьеры своей выпускницы.
Во время обучения также участвовала в программах направления «Хореография» в «Сириусе».
В выпускной год стала героиней документального фильма Алисы Аслановой «Ева Сергеенкова — Выпускница Московской Академии Хореографии».
Ещё до выпуска дебютировала в спектакле Большого театра (в апреле 2021 года состоялось первое выступление в партии Генриетты в балете «Раймонда») и по окончании обучения стала артисткой балетной труппы, где репетирует под руководством Марии Аллаш. Сразу вышла на сцену в главных партиях в «Бриллиантах» (балет «Драгоценности» Джорджа Баланчина) и «Лебедином озере» и возведена в ранг ведущей солистки театра уже в конце сезона 2021—2022.
В 2022 году приняла участие в юбилейном гала-концерте звезд балета к 30-летию Benois de la Danse в одной композиции со Светланой Захаровой, Иваном Васильевым и другими артистами.
В 2023 году в блоке из трёх дебютов (в спектакль также были введены Елизавета Кокорева и Элеонора Севенард) исполнила заглавную партию в балете «Жизель» с Артемием Беляковым и Денисом Савиным, заслужив высокую оценку критиков. За исполнение этой партии 22 мая 2024 года стала лауреатом Премии Художественного театра в номинации «Балет».
Впервые партию Никии в балете «Баядерка» также исполнила с постоянным партнёром Артемием Беляковым.
Осенью 2023 года стала героиней спецпроекта «Большой говорит. Балет» в честь Всемирного дня балета.
В мае 2024 года дебютировала в заглавной роли в балете «Раймонда» в дуэте с Артёмом Овчаренко и выступила в главной партии в балете «Лебединое озеро» на Международном фестивале классического балета им. Рудольфа Нуреева (Казань). Приняла участие в серии гастрольных спектаклей Большого театра в Мариинском театре, исполнив ведущую партию в «Бриллиантах» (балет «Драгоценности»). В июле состоялся дебют в партии Джульетты (в дуэте с Даниилом Потапцевым) в балете «Ромео и Джульетта» в Большом театре.
22 сентября 2024 года дебютировала в партии Авроры в восстановленной версии балета «Спящая красавица» в редакции Юрия Григоровича. В роли принца Дезире — Семен Чудин.
В октябре 2024 года стала участницей гала-концерта на Шанхайском Международном фестивале искусств в рамках гастролей Большого театра.

## Партии
•	Повелительница дриад, дриада/ три дриады («Дон Кихот» Л. Минкуса, хореография М. Петипа, А. Горского, вторая редакция А. Фадеечева)
•	Раймонда/ Генриетта/ подруги Раймонды («Раймонда» А. Глазунова, хореография М.Петипа, редакция Ю. Григоровича)
•	Сверстница/ сверстницы принца, Лебедь/ три лебедя, Одетта-Одиллия («Лебединое озеро» П.Чайковского, хореография М.Петипа, Л.Иванова, А.Горского, вторая редакция Ю.Григоровича)
•	Третья вариация в картине «Тени», Никия («Баядерка» Л. Минкуса, хореография М. Петипа в редакции Ю. Григоровича)
•	Жена рыбака («Дочь фараона» Ц. Пуни, хореография П. Лакотта по М.Петипа)
•	Солистка (ведущая пара)/ «Бриллианты» («Драгоценности», хореография Дж. Баланчина, III часть на музыку П.Чайковского)
•	Финальный вальс и апофеоз («Щелкунчик» П. Чайковского, хореография Ю. Григоровича)
•	La Priere/ Молитва («Коппелия» Л. Делиба, хореография М.Петипа, Э.Чекетти, редакция С. Вихарева)
•	Жизель («Жизель» А. Адана, хореография Ж. Коралли, Ж. Перро, М.Петипа, редакция Ю. Григоровича)
•	Прелюдия, op. 28, № 7, Вальс, op. 64, № 2 («Шопениана» на музыку Ф.Шопена, хореография М. Фокина, редакция Н. Большаковой и В. Гуляева)
•	Маркиза Сампьетри («Марко Спада» на музыку Д.Ф.Э. Обера, хореография П. Лакотта по Ж. Мазилье)
•	Пахита, Вариация Р. Дриго для балета «Сильфида» Ж.-М. Шнейцхоффера (Большое классическое па из балета «Пахита» Л.Минкуса, хореография М. Петипа, редакция Ю. Бурлаки)
•	Сильфида («Сильфида» Х. С. Левенскольда, хореография А.Бурнонвиля, редакция Й. Кобборга)
•	Лиза («Пиковая дама» П. Чайковского-Ю. Красавина, хореография Ю.Посохова)
•	Джульетта («Ромео и Джульетта» С. Прокофьева, хореография Л.Лавровского)
•	Аврора («Спящая красавица» П. Чайковского, хореография М.Петипа, редакция Ю. Григоровича)

## Награды
•	2019 — Стипендия Благотворительного фонда «Новые имена» им. Иветты Вороновой
•	2019 — I премия (младшая группа) VII Международного конкурса Юрия Григоровича «Молодой балет мира» (Сочи)
•	2019 — Гран при (младшая группа) международного конкурса World Ballet Grand Prix (Москва)
•	2021 — Стипендия фонда Галины Улановой
•	2021 — Лауреат I степени VII Международного конкурса молодых исполнителей классической, народно-сценической и современной хореографии «DANCEMOSCOW» (номинация «Классический танец», старшая группа, солисты)
•	2021 — I премия Общероссийского конкурса Министерства культуры РФ «Молодые дарования России»
•	2024 — Премия Художественного театра в номинации «Балет»